# 趙士完
赵士完（?—?），字汝彦，号琨石，山东承宣布政使司掖县（今莱州市）人。明朝末年至南明官员。

## 生平
辽东巡抚赵耀之孙，吏部尚书赵焕侄孙，太仆寺卿赵胤昌第四子。崇祯十五年（1642年）中举人，明末民变，赵士完弃家南下。南明隆武帝时赵士完任兵部右侍郎兼东阁大学士，隆武元年（1645年）十二月任督师。隆武政权灭亡后，赵士完又北归山东。
在清朝统治下，赵士完隐居不出。顺治十四年（1657年）顾炎武至山东，与赵士完结交，住在赵士完的家中。

## 著作
著有《仆庵集》。